# 苏珊陨石坑
苏珊陨石坑（Susan）是位于月球正面云海东侧，构成戴维链坑的其中一座小撞击坑，其名称取自英语女性名，1976年被国际天文学联合会批准接受。

## 描述

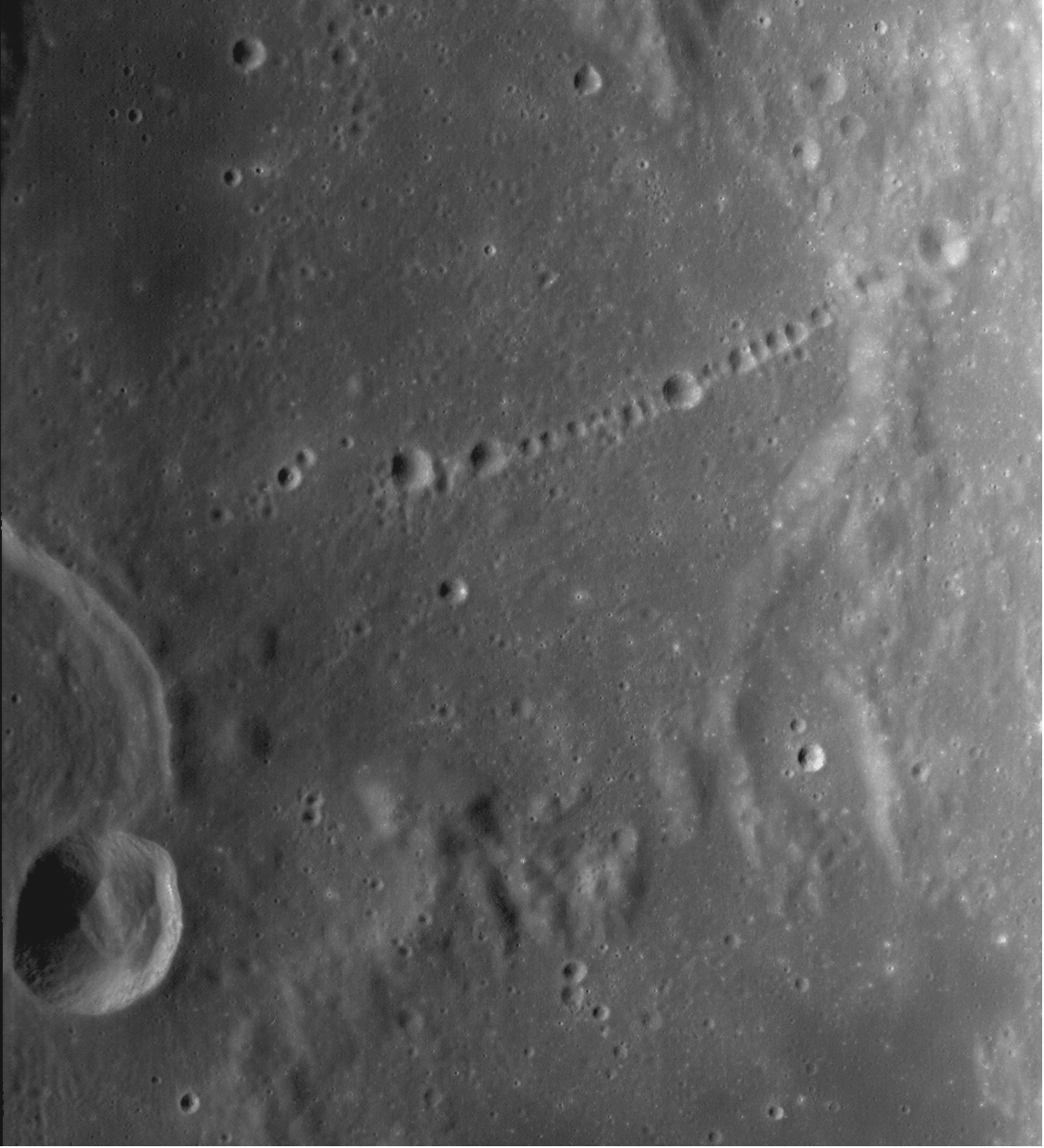
戴维链坑，月球勘测轨道飞行器拍摄。

在戴维链坑中还包含有艾伦坑、迪莉娅坑、普里西拉坑、奥斯曼坑及哈罗德坑。该陨坑西南则靠近戴维环形山、北面与帕利扎陨石坑相毗邻、东北和东南则分别坐落了托勒密环形山和阿方索环形山。该陨坑中心月面坐标为11°00′S 6°18′W / 11.00°S 6.30°W，直径0.95公里，深度约0.12公里。

苏珊陨石坑外观几乎呈正圆杯形，西南和东北侧坑壁因相邻坑的撞击挤压而显平直。坑壁最大高出周边地形30米，内部容积约0.03公里3。